# 鄭光溥
鄭光溥（1502年—？），字伯公，號一山，山東青州府益都縣人，民籍，明朝政治人物。

## 生平
嘉靖十六年（1537年）丁酉科順天府鄉試第一名。嘉靖十七年（1538年）戊戌科三甲八十九名進士。授行人司行人，二十一年五月选擢广西道试监察御史，十月實授，二十二年正月启蛰，行祈谷礼于玄极宝殿，光禄寺少卿陈叔颐等人不至，皇帝以糺仪御史来聘、郑光溥失于紏查，廷杖之，调聘四川丹棱县知县，光溥陕西澄城县知县，升華州知州，累升山西提学佥事、四川参议、浙江副使。三十五年（1556年）六月总督胡宗宪论劾福建副使杜拯、浙江副使蔡扬金、郑光溥皆文墨士，不谙军旅，缓急不足恃，请移之他所。後官至陕西布政司参政。

## 家族
曾祖鄭贇；祖父鄭堂；父鄭貕，引禮舍人。母于氏。永感下。